# Francisco Salazar (artista)
Francisco Salazar fue un artista plástico venezolano, oriundo de la población de Quiriquire, Monagas. Cursó estudios en la Escuela de Artes Visuales Cristóbal Rojas. Inicia su carrera artística como paisajista, para luego se inclinarse a la corriente del arte cinético, gracias a la influencia de Jesús Soto mientras trabajaba en su taller en París en 1967.
Desarrolla su obra artística en el campo de la geometría abstracta. Desde los años 50 Salazar ha creado un cuerpo de trabajo compuesto en su totalidad de obras monocromáticas blancas sobre cartón corrugado.
Falleció el 15 de febrero de 2019 en Maracay, Venezuela.

## Biografía

### Primeros años
Nace el 3 de diciembre de 1937 en el pueblo de Quiriquire, estado Monagas, Venezuela.
Inicia sus estudios en la Escuela de Artes Visuales Cristóbal Rojas en 1954 donde toma cursos en dibujo, pintura, escultura, murales, entre otros. Sus profesores fueron Alejandro Otero, Ramón Vásquez Brito, Carlos Gonzáles y Mateo Manaure. Francisco Narváez era el director de la escuela para esa época.
En 1959 entró a la Universidad Central de Venezuela para seguir la carrera de arquitectura, la cual decide no continuar.

### Carrera
Durante sus años en la Universidad Central de Venezuela fue profesor de Composición Básica, Dibujo y Diseño en Facultad de Arquitectura y Urbanismo. También ocupó el cargo de Subdirector de la Escuela de Artes Visuales "Rafael Monasterios" en Maracay.
En 1967 realiza una exposición en el Museo de Bellas Artes de Caracas, el mismo año viaja a Francia con una beca para ir al V Bienal de Jóvenes Artistas en París, donde obtiene el primer premio, quedándose a vivir en París desde entonces, donde continúa sus investigaciones en el campo de pintura óptica.